# Mnesarete lencionii
Mnesarete lencionii – gatunek ważki z rodziny świteziankowatych (Calopterygidae).